# Ruth Zacharias
Ruth Zacharias (* 12. August 1940 in Mölschow; † 24. Oktober 2021 in Radeberg) war eine deutsche evangelische Pastorin und langjährige Leiterin des Taubblindendienstes der EKD in Radeberg und Autorin.

## Leben und Wirken
Ruth Zacharias wuchs auf der Insel Usedom in Mecklenburg-Vorpommern auf. Sie erblindete im Alter von zehn Jahren und erlernte die Blindenschrift an der Blindenschule in Neukloster bei Wismar. Nach Abschluss des Abiturs an der Oberschule in Königs Wusterhausen machte sie ab 1958 in Berlin-Weißensee eine Ausbildung zur Katechetin und Gemeindepädagogin. Danach arbeitete sie zunächst in der Evangelischen Blindendruckerei in Wernigerode als Schriftsetzerin und Korrektorin, wo sie 1962 erstmals einem Taubblinden begegnete. Dies war der Anstoß für ihre seelsorgerliche Arbeit und so baute sie ab 1963 eine Taubblindenarbeit auf. Am Paulinum in Berlin studierte sie ab 1970 Theologie, damals die einzige Frau und einzige Blinde. 1973 absolvierte sie ihr Vikariat in Dresden.
Ab 1974 übernahm sie beim „Christlichen Blindendienst“ die Leitung der Arbeit unter taubblinden Menschen in der DDR, 1989 den Taubblindendienst in der 1993 nach einer vierjährigen Umbauzeit eingeweihten Villa Storchennest in Radeberg, die sie bis 2015 innehatte. Dort gründete sie 1996 einen Blindengarten rund um die Villa „Storchennest“, der 2002 den Rang eines Botanischen Blindengartens erlangte. Im Mai 2006 wurde die „Ruth Zacharias Stiftung Gemeinschaft der Taubblinden“ gegründet, deren stellvertretende Vorsitzende sie bis zu ihrem Tod war. 2008 hatte sie unweit des „Storchennests“ ein Haus zur ersten Stätte ambulant betreuten Wohnens für Taubblinde ausbauen lassen.
Zacharias organisierte Rüstzeiten und Gottesdienste und reiste durchs Land, um Taubblinde zu besuchen. Seit 2013 war sie Mitglied des Konzeptentwicklungs-Teams der Sektion „Pflanzen in der Gartentherapie“ der Internationalen Gesellschaft GartenTherapie e.V.
Ruth Zacharias starb im Alter von 81 Jahren in Radeberg.

## Auszeichnungen
- 2004: Verleihung des Sächsischen Verdienstordens.[10]
- 2008: „Pastorin des Jahres“ verliehen durch die Evangelische Nachrichtenagentur idea für ihr Engagements für Taubblinde.[11]
- 2011: Ehrung mit dem Sächsischen Bürgerpreis.[12]
- 2013: Verleihung des Alma de l’Aigle Preises für Gartenkultur.[13]
- 2015: Ehrung mit dem „Life-Time-Award“ vom Weltverband Deafblind International (DBI) für ihr Lebenswerk, der Förderung taubblinder Menschen, überreicht durch Stanislaw Tillich.[14]

## Veröffentlichungen
- Gottes Nähe zu erfahren. Taubblinde Menschen werden meine Wegbegleiter, Verlag Taubblindendienst, Radeberg 1999.
- Der duftende Garten – Botanischer Blindengarten Storchennest, Verlag Taubblindendienst, Radeberg, 2. überarbeitete und erweiterte Auflage, 2001.
- Duft ist Farbe, auch meine Welt ist bunt (Erfahrungen und Anforderungen für die Gestaltung von Blindengärten), Verlag Taubblindendienst, Radeberg 2004.
- mit Andreas Niepel und Silke Emmrich: Garten und Therapie. Wege zur Barrierefreiheit, Ulmer, Stuttgart (Hohenheim) 2005, ISBN 978-3-8001-4443-3.
- Von Hand zu Hand – Die Arbeit im Storchennest, Verlag Taubblindendienst, Radeberg 2006.
- Gottes Liebe zu bezeugen – immer aufs Neue der Auftrag in meinem Leben, Verlag Taubblindendienst, Radeberg 2010.
- Das Geheimnis der Gnade. Fünf Jahrzehnte im Dienst für taubblinde Menschen (Aus Anlass des 70. Geburtstages und des 50. Dienstjubiläums), Verlag Taubblindendienst, Radeberg 2012.
- Gottes Kraft. Das Geheimnis der Schwachheit: Mein Leben für taubblinde Menschen, Winterwork, Borsdorf 2017, ISBN 978-3-96014-400-7.
- Duft und Farbe. Gärten werden zu Oasen, Winterwork, Borsdorf 2019, ISBN 978-3-96014-576-9.
- Kameliengeschichten, Verlag Taubblindendienst, Radeberg 2019.